# Mont-Ngafula
De gemeente Mont-Ngafula is een gemeente in het district Lukunga in het zuidwesten van de stadsprovincie Kinshasa, hoofdstad van de Democratische Republiek Congo.
Het is een van de nieuwe nederzettingen, gelegen in het heuvelgebied. Het zuiden van de gemeente wordt ingenomen door de vallei van de Lukaya. Mont-Ngafula werd in 1968 opgericht als een stedelijk-landelijke gemeente. Mont-Ngafula is met een oppervlakte van 359 km² de op twee na grootste van de stadsprovincie. De gemeente ligt ten zuiden van het stadscentrum. Het grenst in het noorden aan de stedelijke gemeentes Ngaliema, Selembao, Makala, Lemba en Kisenso, in het oosten aan de gemeente Kimbanseke, waar de N'djili-rivier, zo'n 10 km ten zuiden van de monding in de Kongo de gemeentegrens vormt. In het zuiden en zuidwesten grenst de gemeente aan het territorium Kasangulu in de provincie Kongo-Central, in het oosten en noordoosten aan de bedding van de Kongo.
| \| De 4 districten en 24 gemeentes van Kinshasa \| |                   |  |
| District Lukunga District Funa District Mont-Amba District Tshangu Brazzaville Kongo Pool Malebo M'Bamou Baai van Ngaliema Gombe Barumbu Kin. Ling. K.-V. Ng.-Ng. Kal. Banda- lungwa Kintambo Ngaliema Selembao Bumbu Makala Ngaba Lemba Limete Matete Kisenso Masina Ndjili Kimbanseke Nsele Mont-Ngafula N. M.-N. Ns. Kim. Maluku |                   |  |
| afkortingen: stadscentrum: Kinshasa (Kin.), Kasa-Vubu (K.-V.), Lingwala (Ling.), Ngiri-Ngiri (Ng.-Ng.) provinciekaart: Ngaliema (N.), Mont-Ngafula (M.-N.), Kimbanseke (Kim.), Nsele (Ns.) |                   |  |
| De 4 districten en 24 gemeentes van Kinshasa | Vlag van Kinshasa |  |